# 프래자일 (2024년 드라마)
《프래자일》은 대한민국의 2024년 9월 9일 공개 중인 청춘 하이틴 U+모바일tv 오리지널 드라마이다.

## 줄거리
도전과 실패, 사랑과 실연, 공부와 일탈 등 금기와 오류에 대처하는 10대들의 하이퍼리얼리즘 하이틴 드라마

## 등장 인물

### 고등학교 2학년
- 김소희 : 박지유 역
- 김어진 : 노찬성 역
- 공주한 : 강산 역
- 권희송 : 서아라 역
- 문지원 : 전미나 역
- 김예림 : 김예리 역
- 정윤서 : 여은수 역
- 채하진 : 한수진 역

### 고등학교 3학년
- 차지혁 : 윤수호 역
- 차세진 : 남도하 역

### 기타 인물
- 미상 : 박지유의 엄마 역
- 미상 : 전미나의 비밀 남자 친구 역
- 미상 : 의사 역
- 미상 : 익명의 악플러 역 (7화에서 옛 절친인 이시정으로 밝혀졌다)

## 참고 사항
- 주연 전원을 기존에 알려지지 않은 신예들로만 캐스팅 했다.
- 《하이쿠키》, 《밤이 되었습니다》에 이은 U+모바일tv 오리지널 드라마의 세번째 학원물 드라마이다.